# Голарктика

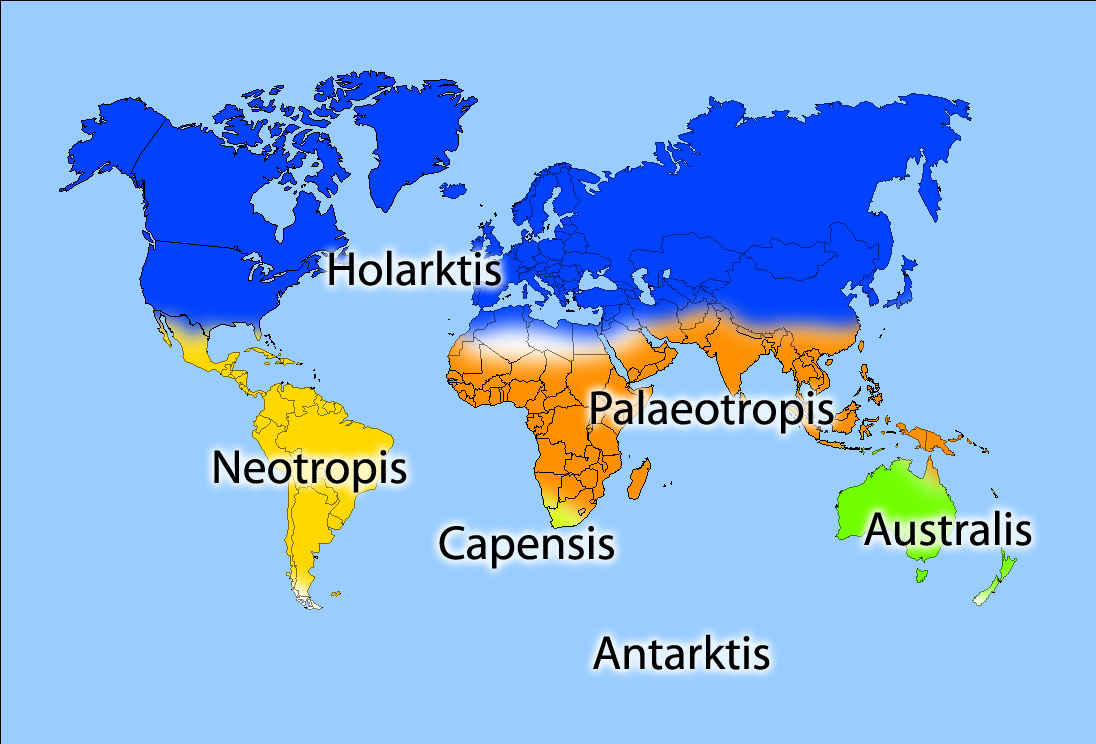
Флористичні царства

Голарктика — біогеографічний регіон, що включає екосистеми всіх північних континентів Землі.
Голарктика зазвичай поділяється на дві екозони:
- Палеарктику, що включає Північну Африку та майже всю Євразію за винятком піденних районів Близького Сходу, півострова Індостан та Південно-Східної Азії,
- Неарктику, що складається з районів Північної Америки на північ від північних районів Мексики.

Ці екозони далі поділяються на велике число екорегіонів.
Голарктика чітко проявляється як у флористичному, так і у фауністичному районуваннях, багато видів рослин і тварин поширені практично по всій території цього регіону. Таке поширення є перш за все результатом спільної історії протягом льодовикових періодів, коли представники флори і фауни мали можливість вільно мігрувати між континентами.

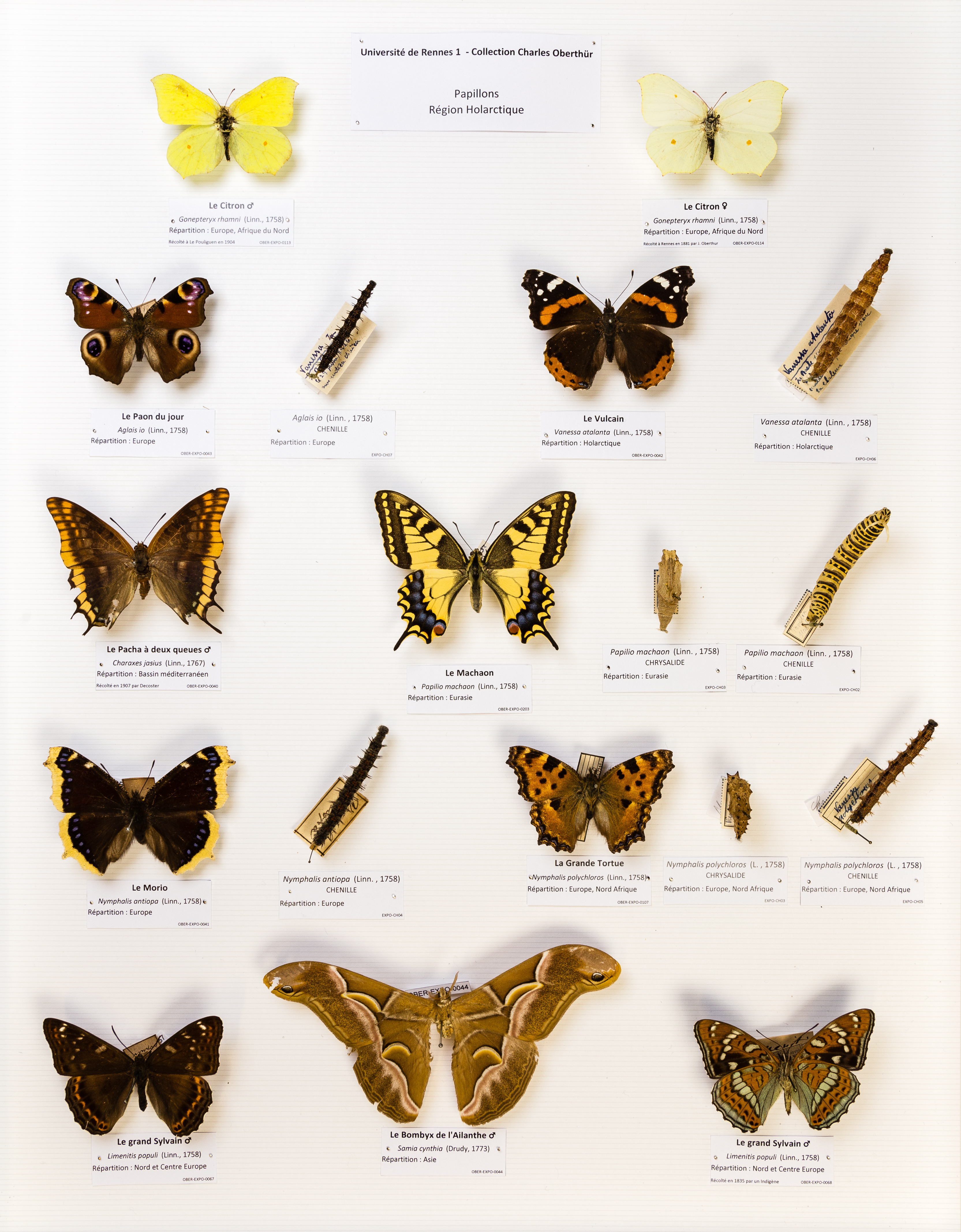
Метелики голарктики
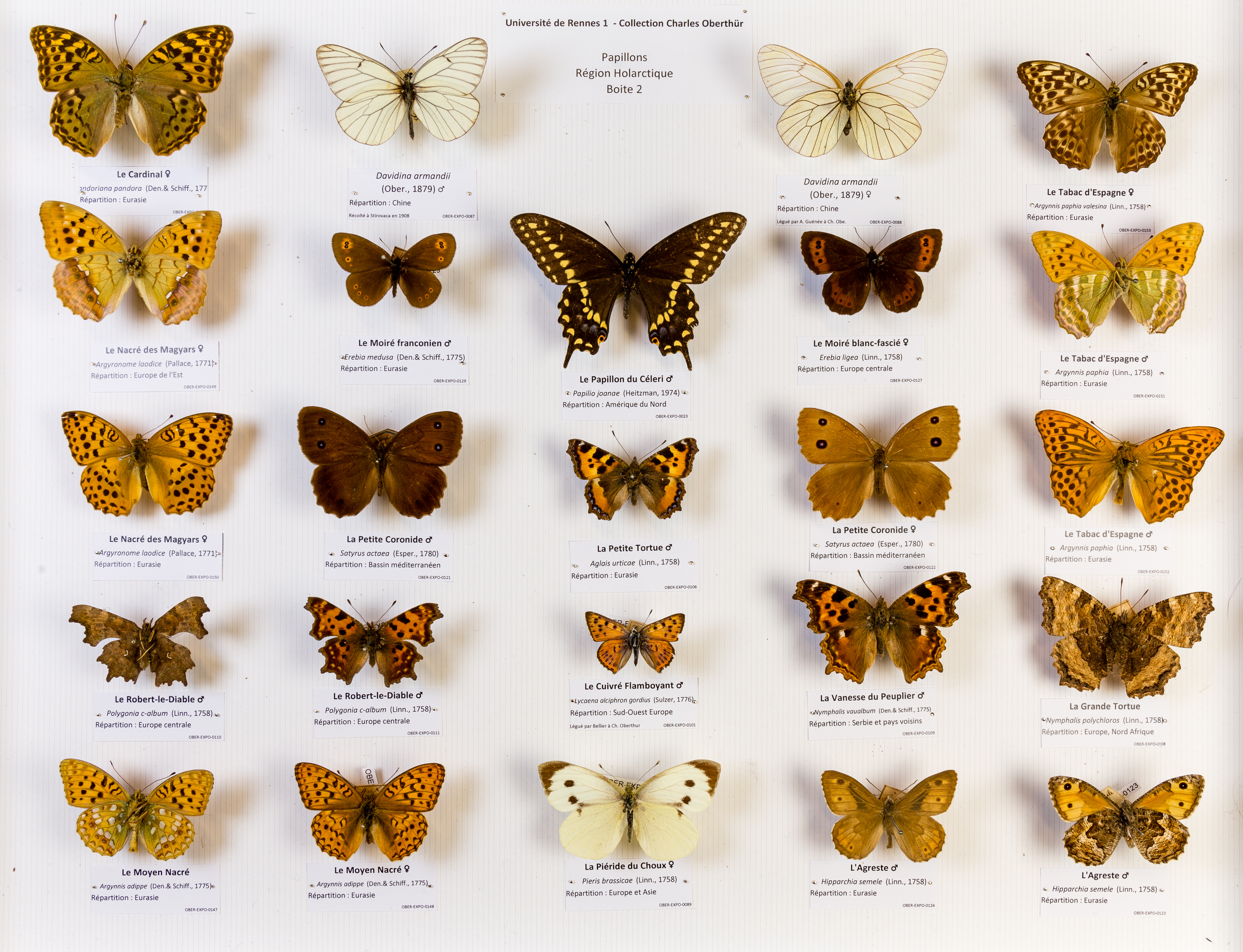
Метелики голарктики